# South Pacific
South Pacific is een musical geschreven door Joshua Logan en Oscar Hammerstein II. De muziek is van Richard Rodgers en Oscar Hammerstein schreef de teksten voor de liedjes. Voor het verhaal baseerden Logan en Hammerstein zich op de verhalenbundel Tales of the South Pacific van James A. Michener.
De originele Broadway-opvoering werd geregisseerd door Joshua Logan en de hoofdrollen werden vertolkt door operazanger Ezio Pinza als Emile en Mary Martin als Nellie. Myron McCormick, Juanita Hall ,Betta St. John en William Tabbert speelden ook mee. De musical liep in het Majestic Theatre in New York vanaf 7 april 1949. In 1953 verhuisde hij naar het Broadway Theatre, waar hij op 16 januari 1954 voor de 1925e en laatste keer werd opgevoerd.
South Pacific was veruit de meest populaire musical van het seizoen 1948-1949. Hij werd in 1950 voor negen Tony Awards genomineerd en won die allemaal. Hij kreeg ook een Pulitzer Prize voor drama in 1950. Het is, zowel artistiek als financieel, een van de hoogtepunten van het Rodgers & Hammerstein-partnerschap.
In 2005 werd in Carnegie Hall in New York een twee uur durende show opgevoerd met de muziek uit South Pacific, met Reba McEntire als Nellie Forbush en Brian Stokes Mitchell als Emile.
In 2008 werd de musical in een herwerkte versie hernomen op Broadway. Deze productie won zeven Tony Awards en werd tot 22 augustus 2010 duizend keer opgevoerd. In 2011 werd deze productie opgevoerd in het Barbican Centre in Londen.

## Synopsis
Het verhaal speelt zich af op de eilanden in de Stille Zuidzee tijdens de Tweede Wereldoorlog.
- Eerste bedrijf: Nellie Forbush, een verpleegster in de U.S. Navy, wordt verliefd op Emile de Becque, een Franse eigenaar van een plantage. De Amerikaanse soldaten op het eiland vervelen zich bij gebrek aan oorlogsactie en aan vrouwen. Enkel de Tonkinese souvenirverkoopster "Bloody" Mary flirt wat met hen om haar waren aan de man te brengen. Dan verschijnt Joseph ("Joe") Cable op het eiland met een spionagemissie. Bloody Mary brengt Cable in contact met haar mooie dochter Liat, en ze worden op elkaar verliefd. Nellie, die hoopt met Emile te trouwen, verneemt dat Emile twee kinderen, Ngana en Jerome, heeft uit een relatie met een inheemse Polynesische vrouw. Nellie kan haar rassenvooroordelen niet overwinnen en breekt met Emile.
- Tweede bedrijf : Mary hoopt dat Liat en Joe zullen trouwen, maar Joe wil evenmin als Nellie trouwen met een kleurlinge. De radeloze Emile wil weg van het eiland en vergezelt Joe op zijn gevaarlijke missie achter de Japanse linies. Dankzij hun inlichtingen over de Japanse troepenbewegingen zullen de soldaten op het eiland eindelijk in actie komen. Maar Joe wordt tijdens die missie gedood en Nellie, die denkt dat Emile ook dood is, bekommert zich om zijn twee kinderen. Maar Emile keert tegen verwachting in terug, en Nellie, Emile en de kinderen worden een gelukkig gezin...

## Muziek
- Ouverture - orkest
- 1e bedrijf
  - "Dites Moi" (Tell Me Why) - de kinderen van Emile en een koor van eilandbewoners
  - "A Cockeyed Optimist" - Nellie
  - "Twin Soliloquies" - Nellie en Emile
  - "Some Enchanted Evening" - Emile
  - "Dites Moi" (reprise) - Emile en zijn twee kinderen
  - "Bloody Mary" - Mannenkoor
  - "There Is Nothing Like a Dame" - Mannenkoor
  - "Bali Ha'i" - Bloody Mary
  - "I'm Gonna Wash that Man Right Outa My Hair" - Nellie en vrouwenkoor
  - "Some Enchanted Evening" (reprise) - Emile en Nellie
  - "A Wonderful Guy" - Nellie en vrouwenkoor
  - "Younger than Springtime" - Cable
  - "Bali Ha'i" (reprise) - koor
  - "A Cockeyed Optimist" (reprise) - Emile en Nellie
  - "Twin Soliloquies" (reprise) - Nellie en Emile
  - "A Wonderful Guy" (reprise) - Nellie en Emile
  - "Finale: Act I (Some Enchanted Evening)" - Emile
- Entr'acte - orkest
- 2e bedrijf
  - "Happy Talk" - Bloody Mary
  - "Honey Bun" - Nellie
  - "Younger than Springtime" (reprise) - Cable
  - "You've Got to Be Carefully Taught" - Cable
  - "This Nearly Was Mine" - Emile
  - "Some Enchanted Evening" (reprise) - Nellie
  - "Finale" - Nellie, Emile en zijn kinderen.

Columbia Records bracht de original cast-opname in 1949 uit als 78 toeren-album (zeven tien-inch schijven) en in het nieuwe LP-formaat. In één maand tijd werden er ongeveer 200.000 exemplaren van verkocht.
De ballad "Some Enchanted Evening" werd in 1949 op plaat uitgebracht door verschillende artiesten, waaronder Perry Como op Victor; Bing Crosby op Decca; Frank Sinatra op Columbia; Jo Stafford op Capitol; het orkest van Hugo Winterhalter op MGM en Al Jolson op Decca. In Billboard Magazine van 16 juli 1949 stond "Some Enchanted Evening" op nummer 2 en 5 van de meestverkochte populaire platen, respectievelijk in de versie van Perry Como en Bing Crosby. Perry Como zou vijf weken lang op nummer één in de Billboard Best Sellers Chart staan met het nummer.
Het soundtrackalbum van de filmversie, uit 1958, op Victor, werd meer dan 1 miljoen keer verkocht in de Verenigde Staten en meer dan een half miljoen elders. In Engeland werd dit de meest verkochte LP tot dan toe. Columbia counterde door de original cast-opname opnieuw uit te brengen. Beide langspeelplaten haalden de top-10 van meestverkochte LP's. Het soundtrackalbum bevat een nummer, "My Girl Back Home", dat niet in de Broadwaymusical werd gezongen (het was er wel voor geschreven maar niet geselecteerd).